# William Martin (Segler)
Charles William Martin (* 25. Oktober 1828 in Rouen; † 25. Februar 1905 in Paris) war ein französischer Segler.

## Erfolge
William Martin, der für den Cercle de la Voile de Paris und den Yacht Club de France segelte, nahm an den Olympischen Spielen 1900 in Paris teil, wo er in fünf Wettbewerben antrat. In der gemeinsamen Wettfahrt gelang ihm als Crewmitglied der Crabbe II keine Zieleinfahrt, während er in der Bootsklasse 0,5 bis 1 Tonne zweimal das Podium erreichte. In der ersten Wettfahrt belegte er den zweiten Platz hinter der Scotia aus Großbritannien und schloss die zweite Wettfahrt hinter der Pettit-Poucet und der Scamasaxe auf Rang drei ab. Bei allen Wettfahrten bestand die Crew außerdem aus Jacques Baudrier, Jean Le Bret und Félix Marcotte, Skipper des Bootes war Jules Valton. Martin segelte als Crewmitglied der Pirouette auch in der Bootsklasse 3 bis 10 Tonnen, bei der er die beiden Wettfahrten auf dem sechsten bzw. siebten Platz beendete.
Martin war mit 71 Jahren der bislang älteste Medaillengewinner Frankreichs in der olympischen Geschichte.